# 埃伯格岑
埃伯格岑是德国下萨克森州的一个市镇。总面积19.70平方公里，总人口1790人，其中男性854人，女性936人（2011年12月31日），人口密度91人/平方公里。